# ベセルミャン人
- ウドムルト人 > ベセルミャン人
- タタール > ヴォルガ・タタール人 > ベセルミャン人

ベセルミャン人（ベセルミャンじん、ウドムルト語: бесерманъёс;　タタール語: бисермәннәр;　ロシア語: бесермяне;  英語: Besermyan）とは、ウラル語族フィン・ウゴル系民族ウドムルト人の一派である。

## 概要
ベセルミャン人はウドムルト人の一派で、ウドムルト共和国北西部に居住する。ウドムルト人に同化したヴォルガ・タタール人がルーツであるとされる。ベセルミャン人はタタール語の影響を受けたウドムルト語を話す。